# Sukatani (Sukaraja)
Sukatani is een bestuurslaag in het regentschap Bogor van de provincie West-Java, Indonesië. Sukatani telt 4345 inwoners (volkstelling 2010).